# 逯中立
逯中立（？—？），字與權，號確齋，山東聊城人，明朝政治人物，萬曆己丑進士，官至兵科右給事中。

## 生平
萬曆十年（1582年）壬午科山東鄉試舉人，萬曆十七年（1589年）登己丑科進士，授行人司行人，擢吏科給事中。遇事敢言。行人高攀龍，御史吳弘濟，南京各部官員譚一召、孫繼有、安希范都由於為趙用賢罷官辯護而遭退斥，逯中立上疏直言，違背旨意，被停發俸祿一年。不久升任兵科右給事中。
明神宗下詔編修國史，輔臣王錫爵推薦其門生、前任詹事劉虞夔為總裁。劉虞魁此前在補錄糾察過失時，被彈劾罷官，各御史藉此反對，而逯中立批評劉虞魁最為賣力，並言及王錫爵，結果此事告寢。不久，吏部郎中顧憲成因推舉內閣大臣之事被撤職，給事中盧明諏申救，也被貶官。逯中立因此神宗進言，神宗大怒，下旨嚴責，貶盧明諏為平民，又貶中立為陝西按察司添注知事，中立於是稱病歸鄉，家居二十年卒。熹宗時，追贈光祿寺少卿。

## 事跡
逯中立進言疏稱說：“兩年以來，吏部大臣相繼被貶，尚書孫鑨已離職，陳有年閉門請求罷官，文選一職剛有人上任就被貶退，已經三次，顧憲成又接著遭貶斥。臣恐怕今後，不像王國光、楊巍，則不能執掌朝政一天；不像徐一檟、謝廷寀、劉希孟，則不能擔任文選郎一日。好壞混淆，本末倒置，使考銓之權都寄於權貴，進用與貶退、斥責與處罰皆由一時喜怒決定，公正的言論被堵塞，繁瑣的言論四起。這是人才消亡或成長的時機、道理廢棄或興盛的開始，陛下不能不深深地考慮。況且朝臣一起推薦閣臣，不是從萬曆十九年（1591年）開始，嘉靖二十八年（1549年）朝廷推薦了六人，任用張治、李本二人，即使現在的首輔王錫爵進入內閣，也是推薦的。特別選拔與朝廷推薦，祖宗二者都有實行。朝廷推選必定依據大家的意見，特別選拔有的由於私交。現在輔臣趙志皋等不考察舊典，妄自激起陛下發怒，即使有幾句救援顧憲成等人的話，也是強為笑容，並無誠心，想打動別人很難。現在戰場危急，公私耗散，群情思亂，有志之士很擔憂。而朝議紛紜，難道能不為此長長嘆息嗎！”

## 延伸阅读
[在维基数据编辑]
 《明史卷二百三十》，出自《明史》